# Окултно (филм)
Окултно (енгл. Oculus) амерички је психолошки хорор филм из 2013. године. Режију, сценарио и монтажу потписује Мајк Фланаган, а темељи се на његовом кратком филму Окултно: Поглавље 3 — Човек са планом. Главне улоге тумаче Карен Гилан и Брентон Твејтс.
Светска премијера је приказана 5. септембра 2013. године на Филмском фестивалу у Торонту, док је приказивање у биоскопима започело 11. априла исте године. Добио је углавном позитивне рецензије критичара и остварио финансијски успех.

## Радња
Пре десет година, трагедија је снашла породицу Расел, оставивши брата и сестру — Тима и Кејли — без родитеља. Тим је осуђен за њихово брутално убиство. Сада је он двадесетогодишњак, условно је пуштен на слободу и жели само наставити са својим животом. Кејли још увек прогоне давне ноћи, уверена је да је смрт њених родитеља узроковало нешто друго, нека виша натприродна сила, која је пуштена из вековног античког огледала, из њиховог родитељског дома.
Уверена је да може доказати Тимову невиност, Кејли проналази огледало сазнавши да су и бивши власници у протеклим годинама завршили свој живот напрасном смрћу. Са мистериозним огледалом поновно у њиховом власништву, Тим и Кејли ускоро ће се сусрести са страшним халуцинацијама и схватити да њихова ноћна мора из детињства поновно почиње.

## Улоге
| Глумац         | Улога         |
| -------------- | ------------- |
| Карен Гилан    | Кејли Расел   |
| Брентон Твејтс | Тим Расел     |
| Кејти Сакоф    | Мари Расел    |
| Рори Кокран    | Алан Расел    |
| Џејмс Лаферти  | Мајкл Думонт  |
| Мигел Сандовал | доктор Грејам |
| Кејт Сигел     | Марисол Чавез |
| Џастин Гордон  | Марк          |